# Michael Zullo
Michael Anthony Zullo (n. Brisbane, Australia, 11 de septiembre de 1988) es un futbolista australiano. Juega de defensa y actualmente milita en el Sydney FC de la A-League de Australia.

## Clubes
| Club                     | País         | Año       |
| ------------------------ | ------------ | --------- |
| Brisbane Strikers        | Australia    | 2005–2007 |
| Brisbane Roar            | Australia    | 2007–2010 |
| FC Utrecht               | Países Bajos | 2010–2015 |
| Adelaide United (cedido) | Australia    | 2013–2014 |
| Melbourne City           | Australia    | 2015–2016 |
| Sydney FC                | Australia    | 2016–     |

## Selección nacional
Ha sido internacional con la selección de fútbol de Australia, ha jugado 10 partidos internacionales por dicho seleccionado y no ha anotado goles. También ha participado con el equipo sub-23, donde anotó 1 gol en 6 partidos.

## Palmarés

### Títulos nacionales
| Título   | Club      | País      | Año  |
| -------- | --------- | --------- | ---- |
| A-League | Sydney FC | Australia | 2017 |
| FFA Cup  | Sydney FC | Australia | 2017 |
| A-League | Sydney FC | Australia | 2019 |